# Атлас Фарнезе
Атлас „Фарнезе“ (на италиански: Atlante Farnese) е мраморна скулптура, висока 185 см, датирана от II век, от неизвестен автор, изложена в Национален археологически музей в Неапол, Италия.

## История
Скулптурата принадлежи към групата от скулптури от Колекция „Фарнезе“, намерена в Баните на Каракала в Рим около 1546 г. по време на разкопките, поръчани от папа Павел III, за да бъдат открити и възстановени древните скулптури, с които да украси своята резиденция в Палацо „Фарнезе“ в Рим.
Тя заедно с останалата част антични скулптури и картини от Колекция „Фарнезе“ е наследена от Изабела Фарнезе, която от своя страна я завещава на първородния си син крал Карлос III, след което през 1735 г. започва цялостното преместване на колекцията в Неапол. Последни по волята на Фердинанд IV де Бурбон през 1788 г., са прехвърлени в Неапол, намиращите се по това време в Рим, скулптури и бюстовете от колекцията.

## Описание
Скулптурата, изложена в Залата на слънчевия часовник в Националния археологически музей в Неапол, представя Атлас, уморен да държи небесната сфера на раменете си.
Специфичността на небесната сфера се дължи на факта, че тя е гледана отвън, следователно с обърнати съзвездия в сравнение с обичайно представяната Геоцентрична система. Геометричните елементи са направени релефни, разпознават се екваторът, тропиците и Южният полярен кръг. В сферата са представени 43 символа на съзвездията, разпознават се и дванадесетте зодиакални знака със съзвездието Овен, съответстващо на астрономическото положение през ІV век пр. Хр. Има изобразени и 17 съзвездия в северното полукълбо и 14 в южното полукълбо, следователно притежава най-старото и едно от най-пълните представяния на съзвездията. Всъщност на 10 януари 2005 г. на Конгреса на Американското астрономическо общество, проведен в Сан Диего, Калифорния, Брадли Е. Шефер – астрофизик в Университета на Луизиана в Батън Руж, в своята лекция използва конфигурациите на съзвездията, присъстващи на небесната сфера на тази скулптура, за да възстанови позицията, заемана от съзвездията в небето, наблюдавани от Хипарх приблизително през 129 г. пр. Хр. Резултатът показва отлично съвпадение между съвременните астрономически позиции на съзвездията и позициите, открити на сферата на скулптурата.